# Stictocardia queenslandica
Stictocardia queenslandica är en vindeväxtart som först beskrevs av Karel Domin, och fick sitt nu gällande namn av R.W.Johnson. Stictocardia queenslandica ingår i släktet Stictocardia och familjen vindeväxter. Inga underarter finns listade i Catalogue of Life.